# Hogarti, Sampgaon
Hogarti là một làng thuộc tehsil Sampgaon, huyện Belgaum, bang Karnataka, Ấn Độ.